# Cyclanilid
Cyclanilid ist eine chemische Verbindung aus der Gruppe der Malonanilate.

## Eigenschaften
Cyclanilid ist ein hellgelber Feststoff, der praktisch unlöslich in Wasser ist.

## Verwendung
Cyclanilid wird als Wirkstoff in Pflanzenschutzmitteln (Pflanzenwachstumregulator bei Baumwolle) verwendet. Die Wirkung beruht auf der Hemmung des Auxin-Transportes.

## Zulassung
Der Wirkstoff Cyclanilid wurde 1991 befristet bis Oktober 2011 in die Liste der in der EU zulässigen Pflanzenschutzmittel-Wirkstoffe im Anhang I der Richtlinie 91/414/EWG aufgenommen. Diese Genehmigung wurde 2011 nicht erneuert, weil kein Hersteller einen Zulassungsantrag gestellt hatte.
In Deutschland, Österreich und der Schweiz sind keine Pflanzenschutzmittel mit diesem Wirkstoff zugelassen.